# Zeina Ibrahim
Pour les articles homonymes, voir Ibrahim.
Zeina Ibrahim Sharaf, née le 20 juin 2003 à Alexandrie, est une gymnaste artistique égyptienne.

## Carrière
Elle est médaillée d'or au concours général par équipes aux  Championnats d'Afrique de gymnastique artistique 2016 dans la catégorie junior.
Aux Championnats d'Afrique de gymnastique artistique 2018, dans la catégorie juniors, elle est médaillée d'or par équipes et médaillée de bronze au concours général individuel ainsi qu'aux barres asymétriques.
Elle est médaillée d'argent par équipes aux Jeux olympiques de la jeunesse de 2018. 
Elle est médaillée d'or par équipes et médaillée d'argent aux barres asymétriques aux Jeux africains de 2019.
Elle obtient ensuite la médaille d'or du concours général individuel aux Championnats d'Afrique de gymnastique artistique 2021, se qualifiant ainsi pour les Jeux olympiques de Tokyo.
Aux Championnats d'Afrique de gymnastique artistique 2022 au Caire, elle remporte la médaille d'or du concours par équipes et à la poutre, et la médaille d'argent aux barres asymétriques.